# Poulsbo (Stati Uniti)
Poulsbo è una città degli Stati Uniti d'America, situata nello Stato di Washington, nella Contea di Kitsap.